# Гиппарионы

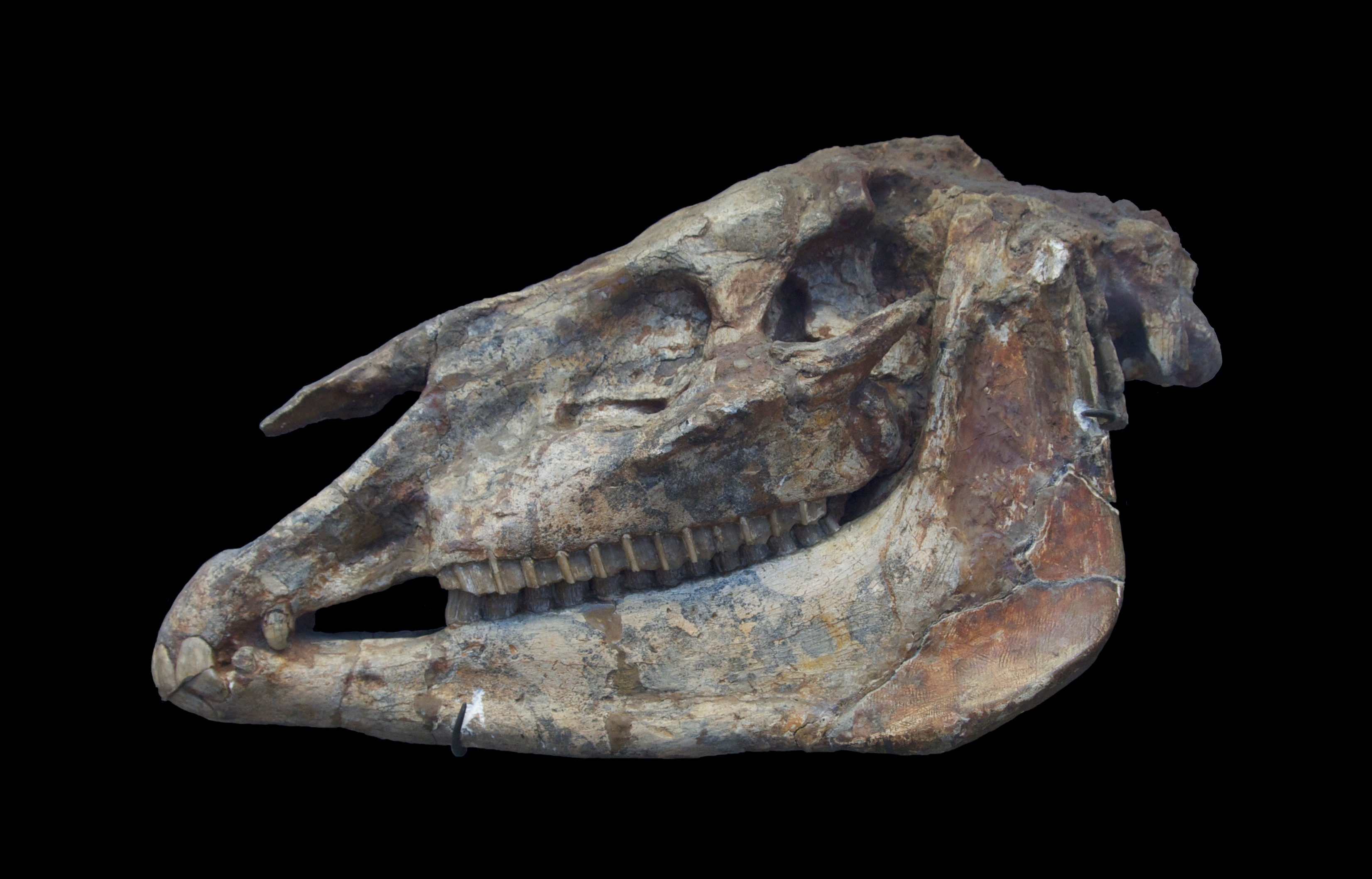
Череп Hipparion gracile. Национальный музей естественной истории в Париже

Гиппарионы (лат. Hipparion, от др.-греч. ἱππάριον — лошадка) — род вымерших непарнокопытных млекопитающих из семейства лошадиных. Известно более 50 видов этого рода. Существовали со среднего миоцена до среднего плейстоцена. Гиппарионы впервые появились в Северной Америке в среднем миоцене, откуда позже расселились почти по всему миру, распространены были в основном в Старом Свете — в Азии и Европе. Ископаемые остатки вида Hipparion tchicoicum найдены в плиоценовых отложениях западного Забайкалья.
Вымерли, не оставив потомков. Их вытеснил род плиогиппус (Pliohippus), возможный предок или близкий родственник современных лошадей.

## Внешний вид и строение
Высота в холке около полутора метров, длина тела около двух метров, короткие коренастые ноги, приспособленные для быстрого бега на большие дистанции, и широко посаженные глаза с большим полем зрения для моментального обнаружения хищника. Имели по три пальца на каждой конечности, второй и четвёртый пальцы (боковые) были недоразвиты, но могли раздвигаться в стороны, препятствуя погружению ступни в почву. Коренные зубы у них были ниже и шире, чем у рода Equus, приспособленные специально для пережёвывания сухой и твёрдой пищи.

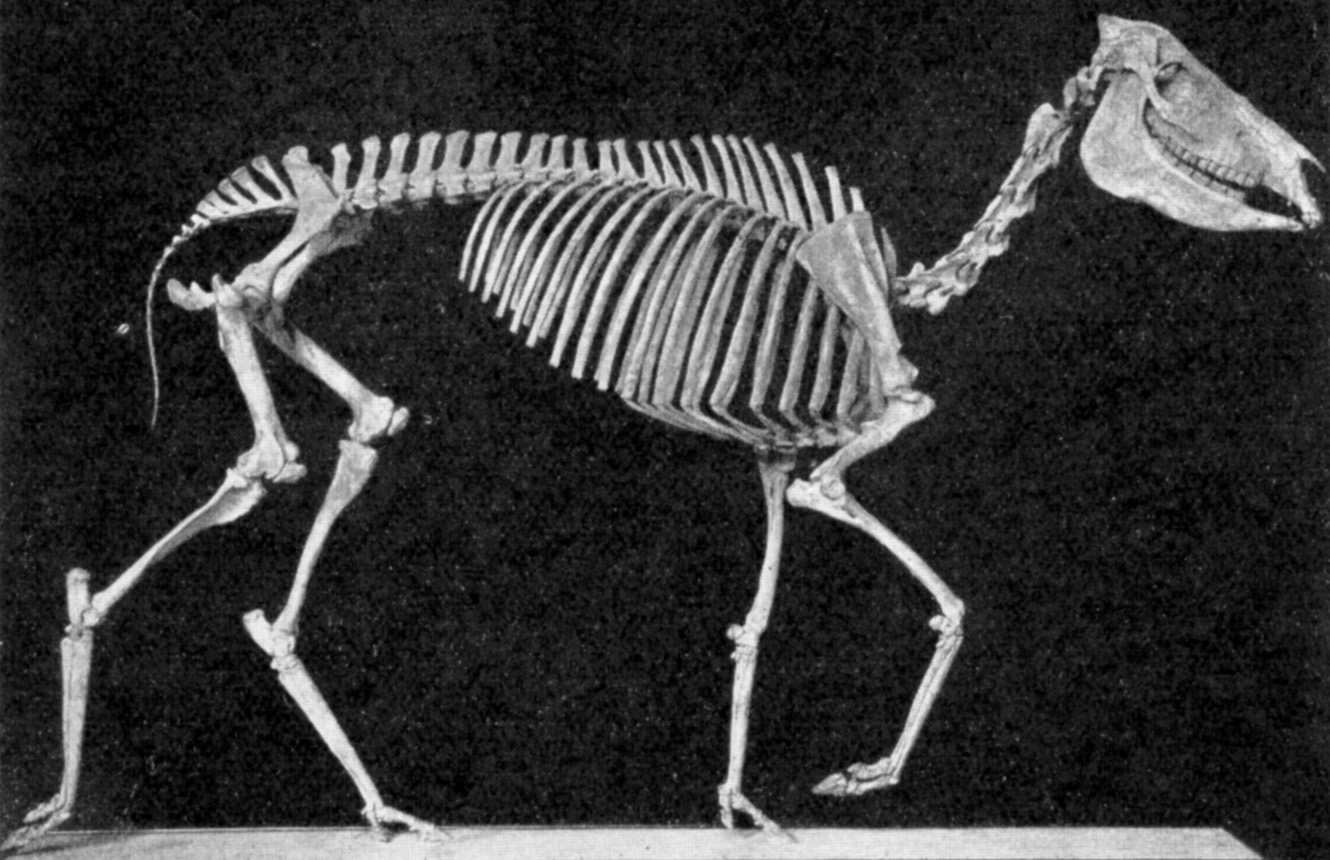
Скелет гиппариона

## Образ жизни
Жили, вероятно, большими стадами (несколько тысяч голов) в степях с низкой растительностью и немногочисленными водоёмами.

## Виды
Виды в составе рода:
- † Hipparion anthonyi Merriam 1916
- † Hipparion chiai Liu et al. 1978
- † Hipparion concudense Pirlot 1956
- † Hipparion condoni Merriam 1915
- † Hipparion crassum Gervais 1859
- † Hipparion dietrichi Wehrli 1941
- † Hipparion fissurae Crusafont and Sondaar 1971
- † Hipparion forcei Richey 1948
- † Hipparion gromovae Villalta and Crusafont 1957
- † Hipparion laromae Pesquero et al. 2006
- † Hipparion longipes Gromova 1952
- † Hipparion macedonicum Koufos 1984
- † Hipparion matthewi Abel 1926
- † Hipparion mediterraneum Roth and Wagner 1855
- † Hipparion molayanense Zouhri 1992
- † Hipparion periafricanum Villalta and Crusafont 1957
- † Hipparion phlegrae Lazaridis and Tsoukala 2014
- † Hipparion rocinantis Hernández Pacheco 1921
- † Hipparion sanfondensis Frick 1933
- † Hipparion sanjuanensis Frick 1933
- † Hipparion sellardsi Matthew and Stirton 1930
- † Hipparion shirleyae MacFadden 1984
- † Hipparion tchicoicum Ivanjev 1966[3]
- † Hipparion tehonense Stirton 1940
- † Hipparion weihoense Liu et al. 1978